# Montécheroux
Montécheroux ist eine französische Gemeinde mit 557 Einwohnern (Stand: 1. Januar 2022) im Département Doubs in der Region Bourgogne-Franche-Comté.

## Geographie
Montécheroux liegt auf 657 m, vier Kilometer nördlich von Saint-Hippolyte und etwa 18 Kilometer südlich der Stadt Montbéliard (Luftlinie). Das Dorf erstreckt sich im Jura, auf dem Hochplateau des Lomont am Südwestfuß der Höhe des Fort du Lomont, nördlich des tief eingeschnittenen Doubstals. Das Gemeindegebiet gehört zum Regionalen Naturpark Doubs-Horloger.
Die Fläche des 13,13 km² großen Gemeindegebiets umfasst einen Abschnitt des französischen Juras. Der Hauptteil des Gebietes wird vom Hochplateau des Lomont eingenommen, das durchschnittlich auf 650 m liegt. Es ist vorwiegend mit Wiesland bestanden, zeigt aber auch einige größere Waldflächen. Das Plateau besitzt keine oberirdischen Fließgewässer, weil das Niederschlagswasser im verkarsteten Untergrund versickert. Nach Süden fällt die Hochfläche steil zum fast 300 m tiefer gelegenen Doubs ab, wobei die Gemeindegrenze meist oberhalb des von einem Felsband gekrönten Steilhanges verläuft. Auch im Westen leitet eine Geländestufe zur tiefer gelegenen Terrasse von Clémont über, der als Zeugenberg die Höhe der Motte de Clémont (650 m) aufgesetzt ist. Die Terrasse von Clémont wird durch zwei Erosionstäler untergliedert, die sich nach Westen zum Doubs öffnen.
Nach Norden erstreckt sich das Gemeindeareal über den Hang von Montécheroux (Côte des Trimoulots) bis auf den breiten Kamm der Lomontkette mit dem Mont Écheroux (820 m). Diese Kette bildet in geologisch-tektonischer Hinsicht eine Antiklinale des Faltenjuras, die sich in West-Ost-Richtung ausdehnt. Mit 830 m wird im Bereich des Fort du Lomont die höchste Erhebung von Montécheroux erreicht.
Zu Montécheroux gehören der Weiler Clémont (600 m) am Fuß der Motte de Clémont über dem Doubstal sowie verschiedene Einzelhöfe. Nachbargemeinden von Montécheroux sind Pont-de-Roide-Vermondans und Pierrefontaine-lès-Blamont im Norden, Chamesol im Osten, Saint-Hippolyte und Liebvillers im Süden sowie Noirefontaine im Westen.

## Geschichte
Erstmals urkundlich erwähnt wird Montécheroux im Jahr 1040 unter dem Namen Monte Escherolo. Seit dem Mittelalter gehörte das Dorf zur Herrschaft Clémont (Besitz der Herren von Neuchâtel), deren Hauptort es nach der Zerstörung der Burg Clémont im Jahr 1519 wurde. Die Herrschaft stand seit 1506 unter der Oberhoheit des Fürstentums Württemberg-Mömpelgard (Montbéliard) und gelangte im Jahr 1748 gemäß Vertrag definitiv unter französische Verwaltung. In dem betreffenden Vertrag hatte Frankreich dem bisherigen Landesherrn, dem Herzog von Württemberg, u. a. die Wahrung des status quo der lutherischen Kirche zugesichert. Das Dorf Clémont gehört seit etwa 1800 zu Montécheroux. 1776 wurde in Montécheroux die Herstellung von Zangen eingeführt, die ab der zweiten Hälfte des 19. Jahrhunderts mechanisiert wurde und das wirtschaftliche Leben der Ortschaft über lange Zeit prägte. Auch die Uhrenindustrie erlangte eine gewisse Bedeutung.

## Sehenswürdigkeiten
Die lutherische Kirche (Temple), die 1636 verwüstet worden war, wurde 1650 im klassischen Stil wieder aufgebaut. Das Schiff der Kirche wurde 1774 größer neu erbaut, eine der Baumaßnahmen an zwanzig Kirchen in Württemberg-Mömpelgard und einst abhängigen Gebieten, die im Auftrag Herzog Carl Eugens in seiner langen Herrschaft neu erbaut oder erneuert wurden. Zu den ältesten Häusern von Montécheroux gehört das der Familie Cuvier, das auf 1461 datiert ist und in dem auch Georges Cuvier aufwuchs. Im Ortskern sind verschiedene Bauernhäuser aus dem 17. bis 19. Jahrhundert im traditionellen Stil der Franche-Comté erhalten. Im Musée de la Pince wird das Handwerk der Zangenherstellung gezeigt. Von der ehemaligen Burg Clémont, die auf einem Hügel westlich des Lomontplateaus stand, sind nur noch wenige Mauerreste sichtbar.

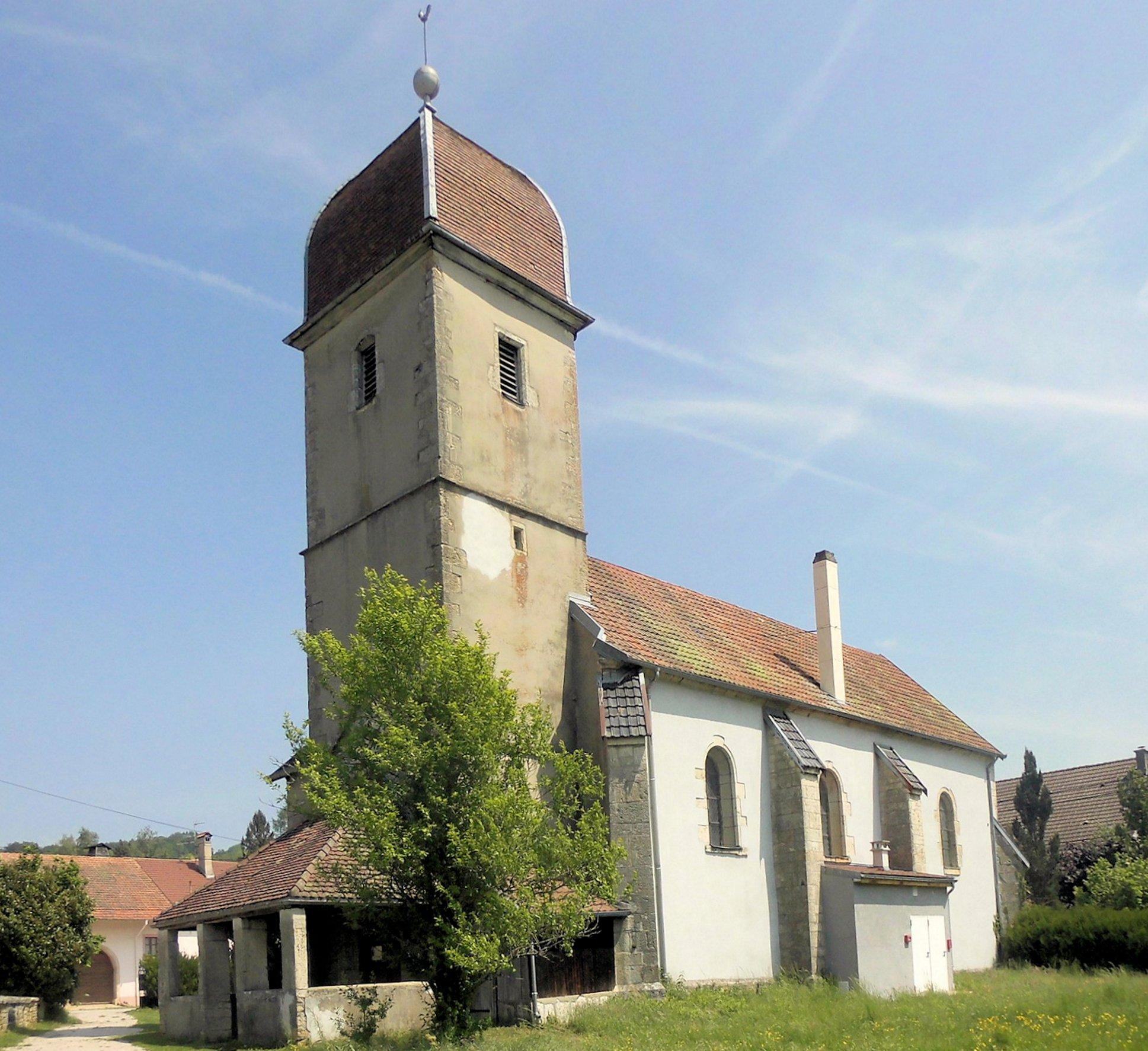
Lutherische Kirche
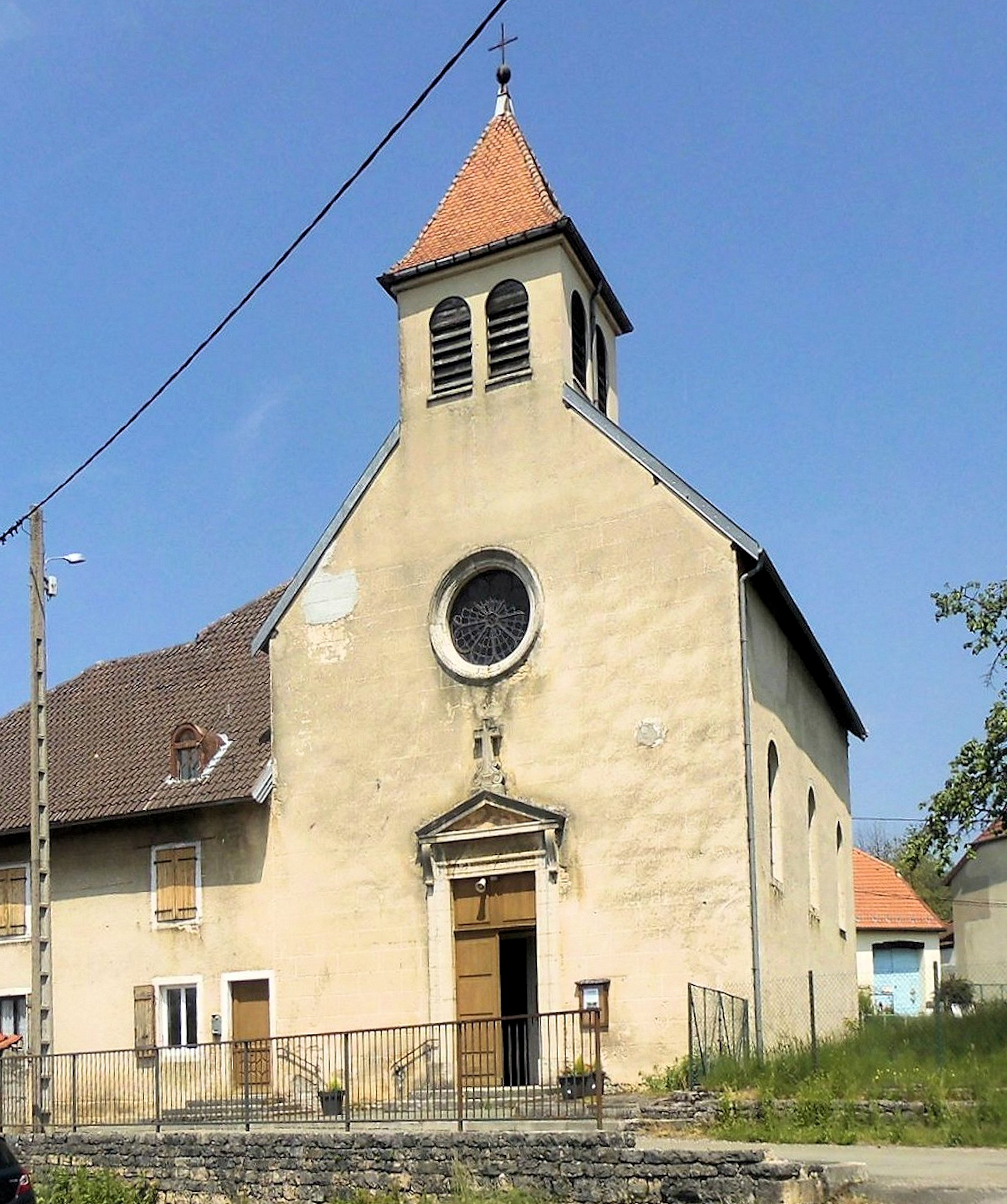
Katholische Kirche Saint-Pierre
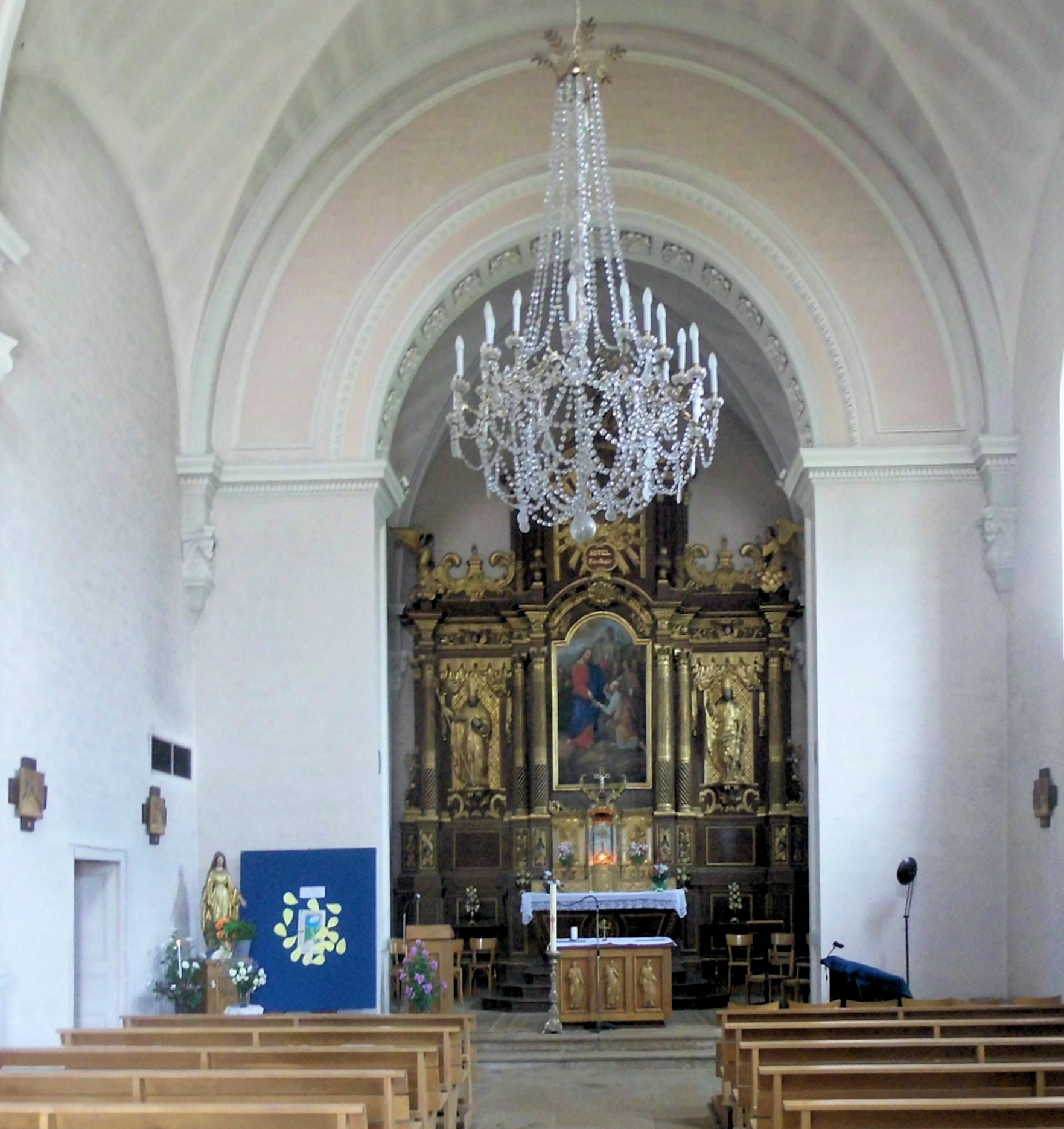
Innenansicht der Kirche Saint-Pierre
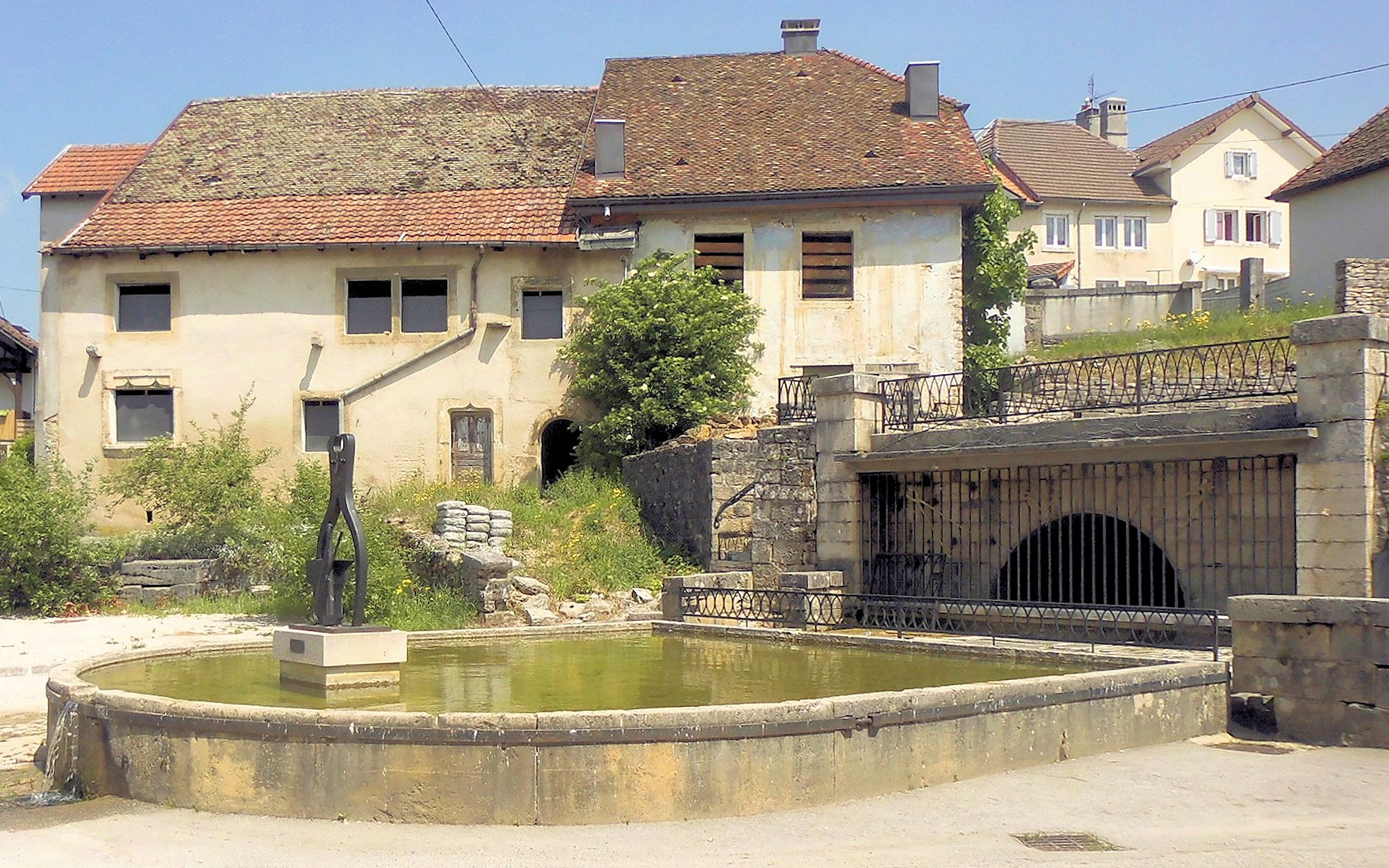
Brunnen in Montécheroux

## Bevölkerung
| Jahr                       | 1962 | 1968 | 1975 | 1982 | 1990 | 1999 | 2007 | 2018 |
| Einwohner                  | 548  | 550  | 542  | 571  | 548  | 545  | 571  | 553  |
| Quellen: Cassini und INSEE |      |      |      |      |      |      |      |      |

Mit 557 Einwohnern (Stand 1. Januar 2022) gehört Montécheroux zu den kleinen Gemeinden des Départements Doubs. Nachdem die Einwohnerzahl in der ersten Hälfte des 20. Jahrhunderts markant abgenommen hatte (1886 wurden noch 1012 Personen gezählt), wurden seit Beginn der 1960er Jahre nur noch geringe Schwankungen verzeichnet.

## Wirtschaft und Infrastruktur
Montécheroux war schon im 19. Jahrhundert neben der Landwirtschaft (Viehzucht und Milchwirtschaft, etwas Acker- und Obstbau) durch industrielle Tätigkeit geprägt wie Werkzeug- (insbesondere Zangen) und Uhrenherstellung. Daneben gibt es heute weitere Betriebe des lokalen Kleingewerbes. Viele Erwerbstätige sind auch Wegpendler, die in den umliegenden größeren Ortschaften ihrer Arbeit nachgehen.
Die Gemeinde liegt abseits der größeren Durchgangsstraßen an einer Departementsstraße, die von Saint-Hippolyte nach Pierrefontaine-lès-Blamont führt. Weitere Straßenverbindungen bestehen mit Chamesol, Liebvillers und Noirefontaine.

## Persönlichkeiten
- Georges Cuvier (1769–1832), Naturforscher und Bildungspolitiker
- Lucien Quélet (1832–1899), Naturforscher